# Antonio Maquilón
Antonio Maquilón (ur. 29 listopada 1902 w Limie, zm. 20 kwietnia 1984) – peruwiański piłkarz, reprezentant kraju.

## Kariera klubowa
Maquilón swoją przygodę z futbolem rozpoczął w 1926 w zespole Sportivo Tarapacá Ferrocarril. Zaledwie po jednym sezonie odszedł z tej drużyny na rzecz Circolo Sportivo Italiano, w którym występował do końca 1928. Następnie powrócił do Sportivo Tarapacá Ferrocarril, w którym spędził kolejne dwa sezony. W latach 1931–1935 reprezentował barwy Atlético Chalaco. Był to jego ostatni klub w karierze piłkarskiej. 

## Kariera reprezentacyjna
Maquilón zadebiutował w reprezentacji 13 listopada 1927 w spotkaniu przeciwko Boliwii, rozgrywanym w ramach Copa América 1927. Mecz zakończył się zwycięstwem Peru 3:2. Podczas tego turnieju zagrał także w przegranym 1:5 meczu z Argentyną. 
Dwa lata później znalazł się w kadrze na Copa América 1929. Podczas mistrzostw kontynentu wystąpił w dwóch spotkaniach z Urugwajem i Paragwajem. 
W 1930 został powołany przez trenera Francisco Bru na Mistrzostwa Świata. Podczas tego turnieju wystąpił w przegranym 0:1 meczu z Urugwajem. Był to jego ostatni mecz w kadrze Peru, dla której w latach 1927–1930 zagrał w 5 spotkaniach. 
| Mecze i gole w reprezentacji | Mecze i gole w reprezentacji | Mecze i gole w reprezentacji | Mecze i gole w reprezentacji | Mecze i gole w reprezentacji | Mecze i gole w reprezentacji | Mecze i gole w reprezentacji |
| #                            | Data                         | Miasto                       | Przeciwnik                   | Gol                          | Wynik                        | Rozgrywki                    |
| ---------------------------- | ---------------------------- | ---------------------------- | ---------------------------- | ---------------------------- | ---------------------------- | ---------------------------- |
| 1.                           | 13.11.1927                   | Lima                         | Boliwia                      |                              | 3:2                          | Copa América 1927            |
| 2.                           | 27.11.1927                   | Lima                         | Argentyna                    |                              | 1:5                          | Copa América 1927            |
| 3.                           | 11.11.1929                   | Buenos Aires                 | Urugwaj                      |                              | 1:4                          | Copa América 1929            |
| 4.                           | 16.11.1929                   | Buenos Aires                 | Paragwaj                     |                              | 0:5                          | Copa América 1929            |
| 5.                           | 18.07.1930                   | Montevideo                   | Urugwaj                      |                              | 0:1                          | MŚ 1930                      |